# 1962 en astronautique
Chronologie de l'astronautique
- 1958
- 1959
- 1960
- 1961
- 1962
- 1963
- 1964
- 1965
- 1966

Cette page présente un récapitulatif des événements qui se sont produits pendant l'année 1962 dans le domaine de l'astronautique.

## Synthèse de l'année 1962
- Adaptation dans la série aminée Les Aventures de Tintin, d'après Hergé, d’Objectif Lune. On peut relever de nombreuses différences avec l’œuvre originale.

### Sondes spatiales

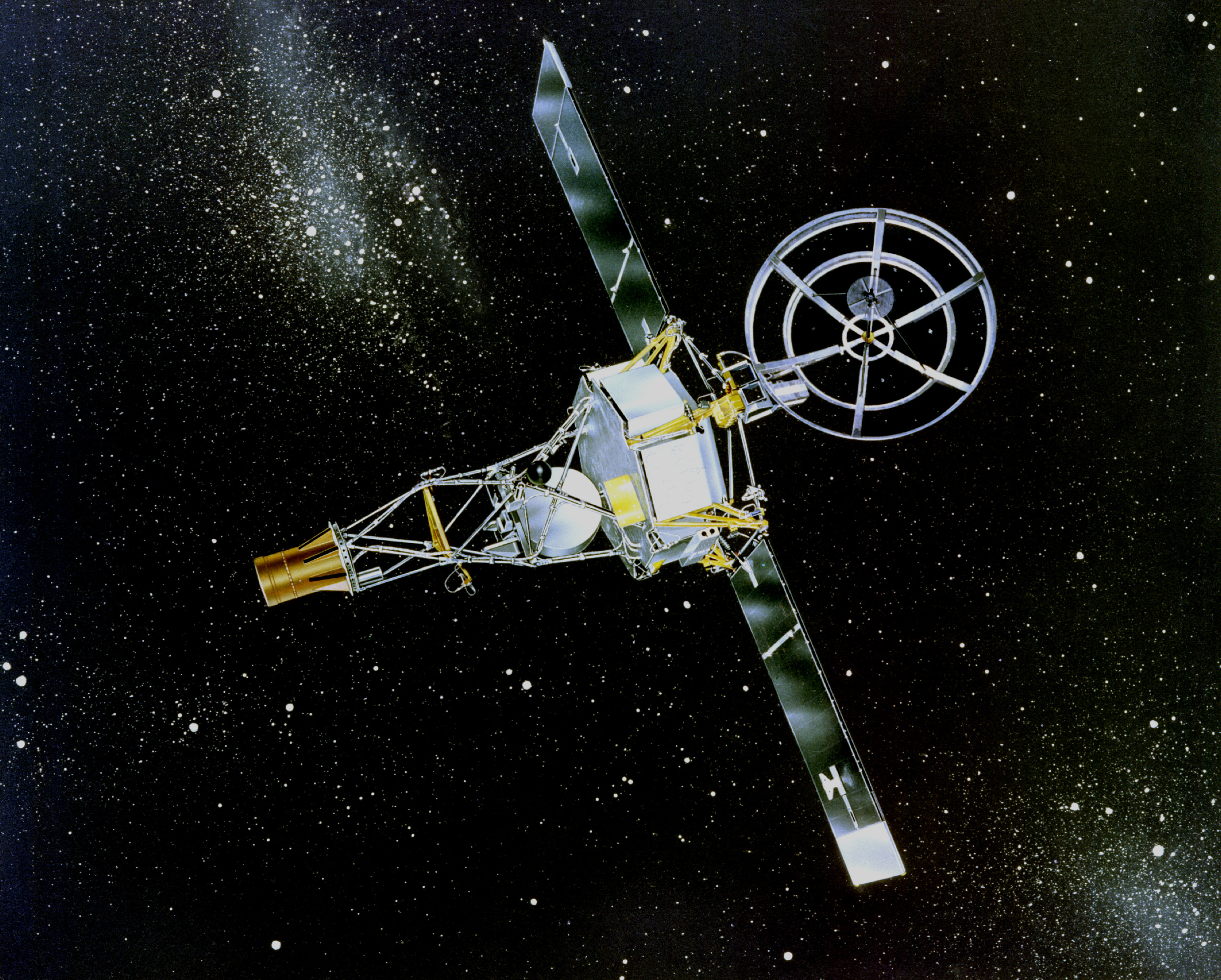
Mariner 2 première sonde spatiale interplanétaire réalise le premier survol de Vénus (lancement le 27 août)
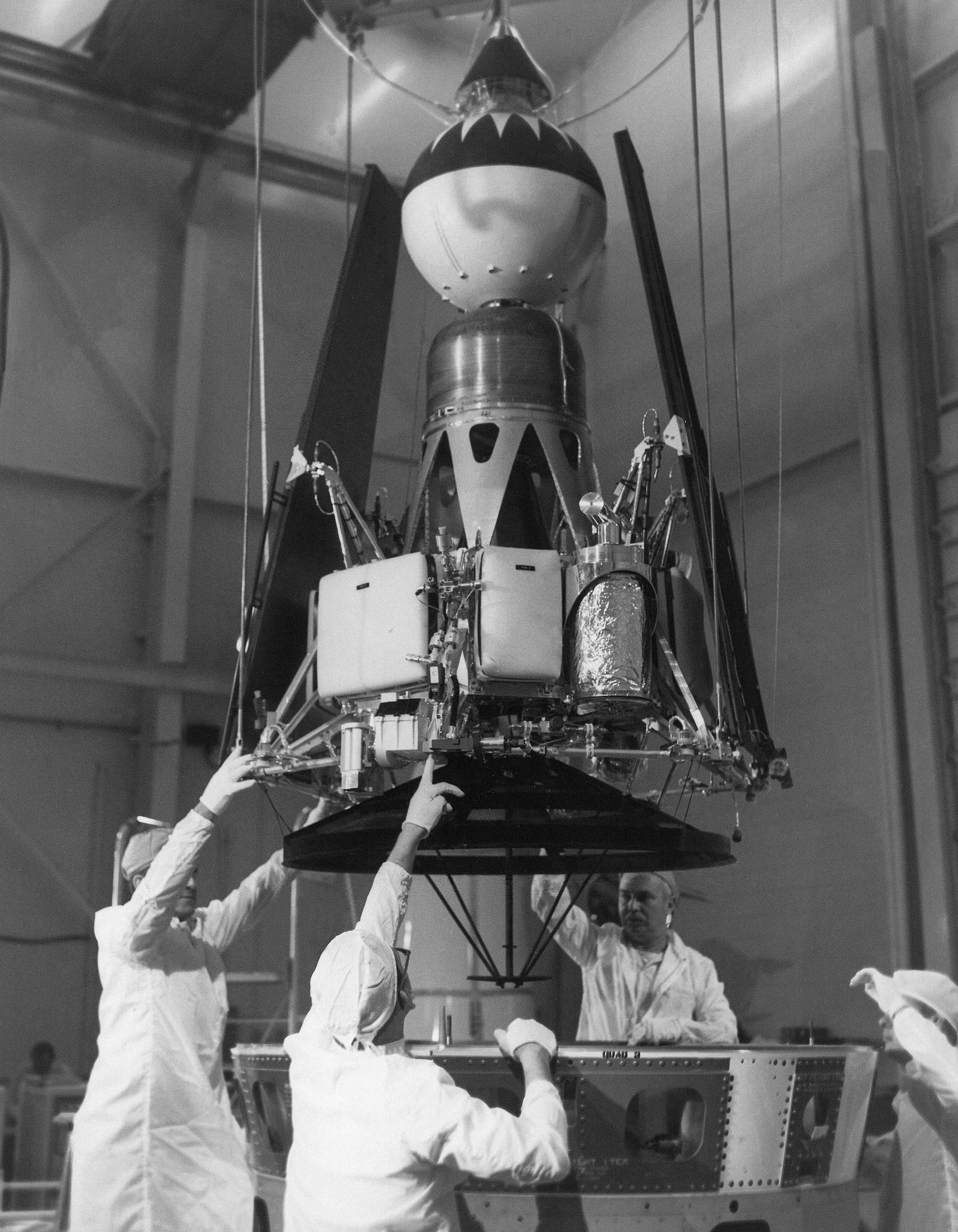
Ranger 4 impacteur lunaire s'écrase sur la face cachée de la Lune (lancé le 23 avril)
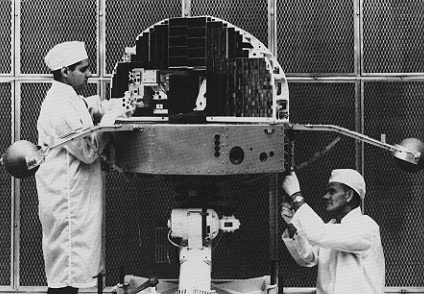
Lancement du premier satellite de la série OSO chargé d'étudier le Soleil (7 mars).

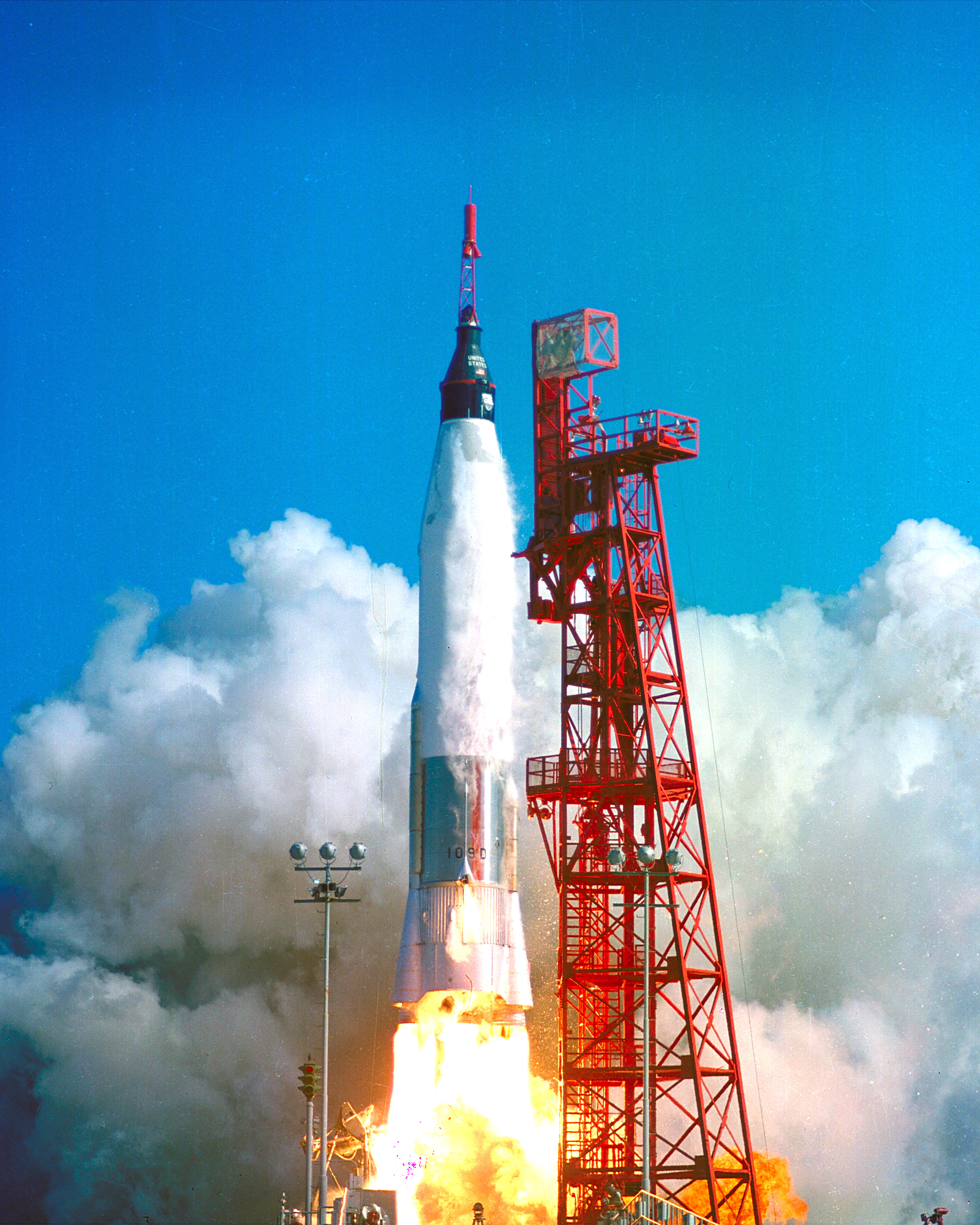
John Glenn est le premier américain à effectuer un vol orbital à bord de la capsule Mercury-Atlas 6 (20 février).

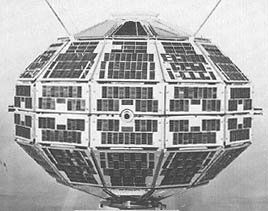
Alouette 1 premier satellite canadien (28 septembre).

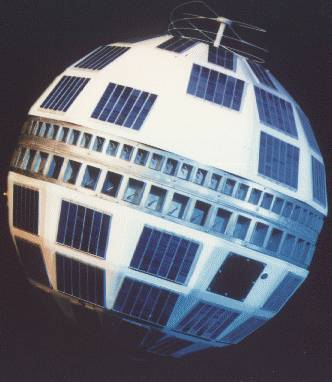
Telstar-1 premier satellite de télécommunications actif (10 juillet).

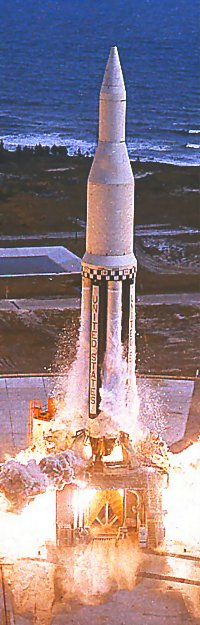
Tir surborbital du lanceur Saturn I (27 octobre).

F

### Programme spatial habité
- 12 septembre, États-Unis : Kennedy  prononce le discours « We choose to go to the moon »[1].

## Chronologie

### Janvier
| Date       | Lanceur       | Base de lancement | Type                  | Charge utile                                 | Notes                                                                              |
| 13 janvier | Thor-Agena B  | Vandenberg        | Orbite basse          | Discoverer 37 KH-3                           | Satellite de reconnaissance optique. Échec lanceur                                 |
| 24 janvier | Thor-Ablestar | Cape Canaveral    | Orbite basse          | LOFTI 2A, SECOR, Injun 2, Solrad 4, SURCAL 1 | Étude de la haute atmosphère, échec lancement                                      |
| 13 janvier | Atlas-Agena B | Cape Canaveral    | Orbite héliocentrique | Ranger 3                                     | Impacteur lunaire. Mauvais guidage dernier étage. La Lune est manquée de 36874 km. |

### Février
| Date       | Lanceur      | Base de lancement | Type           | Charge utile       | Notes |
| 8 février  | Thor-Delta   | Cape Canaveral    | Orbite basse   | TIROS-4            | Météorologie. Fonctionne jusqu'au 30 juin                                                                    |
| 20 février | Atlas-LV-3B  | Cape Canaveral    | Orbite basse   | Mercury-Atlas 6    | Premier vol habité orbital américain avec John Glenn                                                         |
| 21 février | Thor-Agena B | Vandenberg        | Orbite polaire | Samos-F 2-1        | Satellite de renseignement d'origine électromagnétique . Échec partiel lanceur (orbite plus basse que prévu) |
| 27 février | Thor-Agena B | Vandenberg        | Orbite basse   | Discoverer 38 KH-4 | Satellite de reconnaissance optique. Échec lanceur                                                           |

### Mars
| Date    | Lanceur      | Base de lancement           | Type           | Charge utile | Notes                                                                        |
| 7 mars  | Thor-Delta   | Cape Canaveral              | Orbite basse   | OSO 1        | Étude du Soleil. Fonctionne jusqu'en mai 1964                                |
| 7 mars  | Thor-Agena B | Vandenberg (Point Arguello) | Orbite polaire | Samos 6      | Satellite de renseignement optique. La capsule contenant le film est perdue. |
| 16 mars | Cosmos-2     | Kapoustine Iar              | Orbite basse   | DS-2         | Satellite technologique.                                                     |

### Avril
| Date     | Lanceur       | Base de lancement           | Type                  | Charge utile           | Notes |
| 6 avril  | Cosmos-2      | Kapoustine Iar              | Orbite basse          | Cosmos-2               | Étude des rayons cosmiques. |
| 9 avril  | Atlas-Agena B | Vandenberg (Point Arguello) | Orbite basse          | MIDAS-5, Westford Drag | Satellite d'alerte avancée et expérience de télécommunications. Echec de la récupération de la capsule contenant le film de Samos. Mauvais déploiement de l'expérience Westford. |
| 18 avril | Thor-Agena B  | Vandenberg                  | Orbite basse          | Discoverer 39 KH-4     | Satellite de reconnaissance optique. |
| 23 avril | Atlas-Agena B | Cape Canaveral              | Orbite héliocentrique | Ranger 4               | Impacteur lunaire. Mauvais guidage la sonde spatiale s'écrase sur la face cachée de la Lune et ne retourne aucune image.                                                         |
| 25 avril | Saturn I C-2  | Cape Canaveral              | vol suborbital        | SA-2                   | Test du lanceur. Apogée : 145 km |
| 24 avril | Cosmos-2      | Kapoustine Iar              | Orbite basse          | Cosmos-3               | Étude des rayons cosmiques. |
| 26 avril | Vostok-K      | Baïkonour                   | Orbite basse          | Zenit-2 2              | Satellite de reconnaissance. Premier vol. Echec partiel au lancement. |
| 26 avril | Thor-Delta    | Cape Canaveral              | Orbite basse          | Ariel 1                | Premier satellite anglais. Étude de l'ionosphère |
| 26 avril | Thor-Agena B  | Vandenberg (Point Arguello) | Orbite polaire        | Samos 7                | Satellite de renseignement optique. |
| 26 avril | Scout-X1      | Vandenberg (Point Arguello) | Orbite basse          | Solrad 4B              | Renseignement électronique, rayonnement. Echec lancement. Dernier vol de la version X-2.                                                                                         |
| 29 avril | Thor-Agena B  | Vandenberg                  | Orbite basse          | KH-4                   | Satellite de reconnaissance optique. |

### Mai
| Date   | Lanceur       | Base de lancement           | Type         | Charge utile    | Notes                                                                      |
| 10 mai | Thor-Ablestar | Cape Canaveral              | Orbite basse | ANNA 1A         | Géodésie. Échec au lancement (2e étage).                                   |
| 15 mai | Thor-Agena B  | Vandenberg                  | Orbite basse | KH-5            | Satellite de reconnaissance optique.                                       |
| 24 mai | Atlas-LV-3B   | Cape Canaveral              | Orbite basse | Mercury-Atlas 7 | Deuxième vol habité orbital américain avec Scott Carpenter                 |
| 24 mai | Scout-X-2M    | Vandenberg (Point Arguello) | Orbite basse | DMSP-1A         | Météorologie (militaire). Echec lancement. Premier vol de la version X-2M. |
| 28 mai | Cosmos-2      | Kapoustine Iar              | Orbite basse | Cosmos-5        | Étude des rayons cosmiques.                                                |
| 30 mai | Thor-Agena B  | Vandenberg                  | Orbite basse | KH-4            | Satellite de reconnaissance optique.                                       |

### Juin
| Date     | Lanceur      | Base de lancement           | Type           | Charge utile  | Notes |
| 1er juin | Vostok-2     | Baïkonour                   | Orbite basse   | Zenit-2 3     | Satellite de reconnaissance. Premier vol. Echec lancement.                                                      |
| 2 juin   | Thor-Agena B | Vandenberg                  | Orbite basse   | KH-5, Oscar 2 | Satellite de reconnaissance optique + satellite radio amateur. La capsule de film du satellite KH-5 est perdue. |
| 17 juin  | Thor-Agena B | Vandenberg (Point Arguello) | Orbite polaire | Samos 8       | Satellite de renseignement optique.                                                                             |
| 18 juin  | Thor-Agena B | Vandenberg                  | Orbite polaire | Samos-F 2-2   | Satellite de renseignement d'origine électromagnétique.                                                         |
| 23 juin  | Thor-Agena B | Vandenberg                  | Orbite basse   | KH-4          | Satellite de reconnaissance optique                                                                             |
| 28 juin  | Thor-Agena D | Vandenberg                  | Orbite basse   | KH-4          | Satellite de reconnaissance optique. Premier vol du lanceur Thor/Agena D                                        |
| 30 juin  | Cosmos-2     | Kapoustine Iar              | Orbite basse   | Cosmos-6      | Technologie, cible radar.                                                                                       |

### Juillet
| Date       | Lanceur       | Base de lancement           | Type                  | Charge utile | Notes                                                            |
| 10 juillet | Thor-Delta    | Cape Canaveral              | Orbite moyenne        | Telstar 1    | Premier satellite de télécommunications actif.                   |
| 18 juillet | Thor-Agena B  | Vandenberg (Point Arguello) | Orbite polaire        | Samos 9      | Satellite de renseignement optique. Echec du satellite           |
| 21 juillet | Thor-Agena B  | Vandenberg                  | Orbite basse          | KH-4         | Satellite de reconnaissance optique. Echec partiel du satellite. |
| 22 juillet | Atlas-Agena B | Cape Canaveral              | Orbite héliocentrique | Mariner 1    | Sonde spatiale survol de Vénus. Echec lancement                  |
| 28 juillet | Thor-Agena B  | Vandenberg                  | Orbite basse          | KH-4         | Satellite de reconnaissance optique. Echec partiel du satellite. |
| 28 juillet | Vostok-2      | Baïkonour                   | Orbite basse          | Zenit-2 4    | Satellite de reconnaissance.                                     |

### Aout
| Date    | Lanceur       | Base de lancement           | Type                  | Charge utile      | Notes                                                                                           |
| 2 août  | Thor-Agena D  | Vandenberg                  | Orbite basse          | KH-4              | Satellite de reconnaissance optique. Echec partiel du satellite.                                |
| 5 août  | Thor-Agena B  | Vandenberg (Point Arguello) | Orbite polaire        | Samos 10          | Satellite de renseignement optique. Echec de la récupération du film                            |
| 14 août | Vostok-K      | Baïkonour                   | Orbite basse          | Vostok 4          | Vol habité du cosmonaute Pavel Popovich                                                         |
| 18 août | Cosmos-2      | Kapoustine Iar              | Orbite basse          | DS-K-8 (Cosmos-8) | Cible radar.                                                                                    |
| 25 août | Molnia        | Baïkonour                   | Orbite héliocentrique | Venera-2MV-1      | Sonde spatiale devant survoler la planète Vénus. Echec du lanceur                               |
| 27 août | Atlas-Agena B | Cape Canaveral              | Orbite héliocentrique | Mariner 2         | Sonde spatiale survol de Vénus.                                                                 |
| 29 août | Thor-Agena D  | Vandenberg                  | Orbite basse          | KH-4              | Satellite de reconnaissance optique. Contrôle d'attitude du satellite partiellement défaillant. |

### Septembre
| Date          | Lanceur      | Base de lancement | Type                  | Charge utile         | Notes                                                                                           |
| 1er septembre | Molnia       | Baïkonour         | Orbite héliocentrique | Venera-2MV-1         | Sonde spatiale devant survoler la planète Vénus. Echec du lanceur                               |
| 1er septembre | Thor-Agena D | Vandenberg        | Orbite basse          | KH-5                 | Satellite de reconnaissance optique. Défaillance capsule devant retourner le film.              |
| 12 septembre  | Molnia       | Baïkonour         | Orbite héliocentrique | Venera-2MV-2         | Sonde spatiale devant survoler la planète Vénus. Echec du lanceur                               |
| 17 septembre  | Thor-Agena B | Vandenberg        | Orbite basse          | KH-4                 | Satellite de reconnaissance optique. Défaillance partielle du satellite                         |
| 18 septembre  | Thor-Delta   | Cape Canaveral    | Orbite basse          | TIROS-6              | Météorologie. Fonctionne jusqu'au 21 octobre 1963                                               |
| 27 septembre  | Vostok-2     | Baïkonour         | Orbite basse          | Zenit-2 7 (Cosmos-9) | Satellite de reconnaissance.                                                                    |
| 29 septembre  | Thor-Agena B | Vandenberg        | Orbite basse          | Alouette 1 TAVE      | Étude de l'ionosphère. Premier satellite canadien                                               |
| 29 septembre  | Thor-Agena B | Vandenberg        | Orbite basse          | KH-4                 | Satellite de reconnaissance optique. Contrôle d'attitude du satellite partiellement défaillant. |

### Octobre
| Date       | Lanceur       | Base de lancement | Type                  | Charge utile          | Notes                                                             |
| 2 octobre  | Delta-A       | Cape Canaveral    | Orbite haute          | Explorer 14           | Premier vol de la Delta A. Étude de la magnétosphère              |
| 3 octobre  | Atlas-LV-3B   | Cape Canaveral    | Orbite basse          | Mercury-Atlas 8       | Vol habité orbital américain avec Wally Schirra                   |
| 9 octobre  | Thor-Agena B  | Vandenberg        | Orbite basse          | KH-5                  | Satellite de reconnaissance optique.                              |
| 17 octobre | Vostok-2      | Baïkonour         | Orbite basse          | Zenit-2 5 (Cosmos-10) | Satellite de reconnaissance.                                      |
| 18 octobre | Atlas-Agena B | Cape Canaveral    | Orbite héliocentrique | Ranger 5              | Impacteur lunaire. Défaillance de la sonde spatiale.              |
| 20 octobre | Cosmos-2      | Kapoustine Iar    | Orbite basse          | DS-A12 (Cosmos 11)    | Satellite technologique.                                          |
| 24 octobre | Molnia        | Baïkonour         | Orbite héliocentrique | Mars-2MV-4            | Sonde spatiale devant survoler la planète Mars. Échec du lanceur. |
| 25 octobre | Cosmos-2      | Kapoustine Iar    | Orbite basse          | 1MS                   | Satellite technologique.                                          |
| 26 octobre | Thor-Agena D  | Vandenberg        | Orbite moyenne        | STARAD                | Étude du rayonnement                                              |
| 27 octobre | Delta-A       | Cape Canaveral    | Orbite moyenne        | Explorer 15           | Étude du rayonnement. Dernier vol de la Delta A.                  |
| 31 octobre | Thor-Ablestar | Cape Canaveral    | Orbite basse          | ANNA 1B               | Géodésie. Dernier vol de la fusée Thor-Ablestar                   |

### Novembre
| Date         | Lanceur      | Base de lancement           | Type                  | Charge utile | Notes                                                                |
| 1er novembre | Molnia       | Baïkonour                   | Orbite héliocentrique | Mars 1       | Sonde spatiale devant survoler la planète Mars.                      |
| 4 novembre   | Molnia       | Baïkonour                   | Orbite héliocentrique | Mars-2MV-3   | Sonde spatiale devant survoler la planète Mars. Echec du lanceur.    |
| 5 novembre   | Thor-Agena B | Vandenberg                  | Orbite basse          | KH-4         | Satellite de reconnaissance optique. Echec partiel du satellite.     |
| 11 novembre  | Thor-Agena B | Vandenberg (Point Arguello) | Orbite polaire        | Samos 11     | Satellite de renseignement optique. Echec de la récupération du film |
| 16 novembre  | Saturn I C-1 | Cape Canaveral              | vol suborbital        | SA-3         | Test du lanceur. Apogée : 167 km.                                    |
| 24 novembre  | Thor-Agena B | Vandenberg                  | Orbite basse          | KH-4         | Satellite de reconnaissance optique.                                 |

### Décembre
| Date        | Lanceur       | Base de lancement           | Type           | Charge utile                                       | Notes                                                                                                 |
| 4 décembre  | Thor-Agena D  | Vandenberg                  | Orbite basse   | KH-4                                               | Satellite de reconnaissance optique. Capsule film non récupérée.                                      |
| 13 décembre | Thor-Agena D  | Vandenberg                  | Orbite moyenne | Poppy-1, Injun 3, NRL PL121, SURCAL 2, Calsphere 1 | Satellite de reconnaissance électronique (Poppy)                                                      |
| 14 décembre | Thor-Agena D  | Vandenberg                  | Orbite basse   | KH-4                                               | Satellite de reconnaissance optique.                                                                  |
| 16 décembre | Scout X-3     | Wallops Island              | Orbite moyenne | Explorer 16                                        | Satellite scientifique étude des micrométéorites, technologie spatiale. Premier vol de la version X-3 |
| 17 décembre | Atlas-Agena B | Vandenberg (Point Arguello) | Orbite basse   | MIDAS-5, ERS-3, ERS-4                              | Satellite d'alerte avancée, satellite technologique (ERS). Échec du lancement                         |
| 19 décembre | Scout X-3     | Vandenberg (Point Arguello) | Orbite basse   | TRANSIT 5A-1                                       | Satellite de navigation, défaillance du satellite                                                     |
| 22 décembre | Vostok-2      | Baïkonour                   | Orbite basse   | Zenit-2 6 (Cosmos-11)                              | Satellite de reconnaissance optique.                                                                  |

## Synthèse des vols orbitaux

### Par pays
| Pays             | Lancements | Succès | Échecs | Échecs partiels | Remarques |
| ---------------- | ---------- | ------ | ------ | --------------- | --------- |
| Union soviétique | 22         | 15     | 7      | 0               |           |
| États-Unis       | 59         | 50     | 8      | 1               |           |

### Par lanceur
| Lanceur           | Pays             | Lancements | Succès | Échecs | Échecs partiels | Remarques                                                        |
| ----------------- | ---------------- | ---------- | ------ | ------ | --------------- | ---------------------------------------------------------------- |
| Atlas Agena B     | États-Unis       | 13         | 10     | 3      |                 |                                                                  |
| Mercury Atlas     | États-Unis       | 3          | 3      |        |                 |                                                                  |
| Delta A et B      | États-Unis       | 3          | 3      |        |                 | Un seul lancement de la Delta A, premier lancement de la Delta B |
| Molnia            | Union soviétique | 6          | 1      | 5      |                 |                                                                  |
| Scout             | États-Unis       | 5          | 3      | 2      |                 |                                                                  |
| Cosmos            | Union soviétique | 6          | 7      | 1      |                 | Premier vol                                                      |
| Thor Ablestar     | États-Unis       | 3          | 1      | 2      |                 | Dernier vol                                                      |
| Thor Agena B et D | États-Unis       | 26         | 24     | 1      | 1               |                                                                  |
| Thor Delta        | États-Unis       | 6          | 6      |        |                 | Derniers vols                                                    |
| Vostok K et 2     | Union soviétique | 8          | 7      | 1      |                 |                                                                  |

### Par type d'orbite
| Orbite         | Lancements | Succès | Échecs | Orbite atteinte involontairement | Remarques |
| -------------- | ---------- | ------ | ------ | -------------------------------- | --------- |
| Basse          | 62         | 55     | 7      | 5                                |           |
| Moyenne        | 7          | 6      | 1      |                                  |           |
| Haute          | 1          | 1      |        |                                  |           |
| héliocentrique | 11         | 5      | 6      |                                  |           |

## Survols et contacts planétaires
| Date        | Sonde spatiale | Événement                  | Remarque                                                                            |
| ----------- | -------------- | -------------------------- | ----------------------------------------------------------------------------------- |
| 28 janvier  | Ranger 3       | Survol de la Lune          | Distance 36793 km. Erreur de trajectoire, le satellite devait s'écraser sur la Lune |
| 26 avril    | Ranger 4       | Impact sur le sol lunaire  | Impact sur la face cachée de la Lune. Aucun photo n'est obtenue                     |
| 21 octobre  | Ranger 5       | Survol de la Lune          | Distance 724 km. Erreur de trajectoire, le satellite devait s'écraser sur la Lune   |
| 14 décembre | Mariner 2      | Survol de la planète Vénus | Distance 34773 km.                                                                  |